# Luigi Bertett
Luigi Bertett (Ranica, 4 dicembre 1916 – Milano, 12 novembre 2001) è stato un partigiano italiano.

## Biografia
Figlio di Raffaele e Giovanna Milesi, è nato presso la Villa della Chignola a Ranica, un paese a pochi chilometri dalla città di Bergamo, ai piedi della valle Seriana. È rimasto affezionato alla terra che gli diede i natali, tanto che nel 1923 ha sofferto a causa della vendita della Villa Chignola e soprattutto per il suo successivo stato di abbandono.
Durante la seconda guerra mondiale aveva prestato servizio, come sottufficiale, presso l'Intendenza dell'VIII Armata. Subito dopo l'armistizio, prese parte alla Resistenza, prima come partigiano combattente e poi come Intendente presso il Comando generale del Corpo volontari della libertà. Le capacità organizzative di Luigi Bertett e il suo coraggio gli hanno valso il grado di Intendente Generale dell'Esercito e la Medaglia d'oro al valor militare.
Nel dopoguerra Bertett ha svolto una multiforme attività, non solo in campo assicurativo, automobilistico e sportivo. Egli, infatti - che ha presieduto dal 1945 al 1965 l'Automobile Club di Milano e dal 1965 al 1969 l'Automobile Club d'Italia; che è stato per oltre 40 anni presidente dell'Autodromo nazionale di Monza, del quale promosse un'intensa attività (dalle prove dei Campionati di Formula 1 a quelle di Sport Prototipi, fino a gare per i giovani come la Formula Monza) - si impegnò anche in campi del tutto diversi, come la fondazione, nel 1953, con Orio Vergani, Dino Buzzati ed altri, della Accademia Italiana della Cucina, per la quale fu attivo già quasi ottuagenario. Al nome di Luigi Bertett il Comune di Palermo ha intitolato una via, mentre il Comune di Ranica gli ha dedicato una piazza.